# جورج ألين مانسفيلد
جورج ألين مانسفيلد (بالإنجليزية: George Allen Mansfield)‏ هو مهندس معماري أسترالي، ولد في 1834 في سيدني في أستراليا، وتوفي في 1908.